# Le Theux
Pour les articles homonymes, voir Theux (homonymie).
Le Theux est un quartier de Charleville-Mézières et une ancienne commune française, située dans le département des Ardennes en région Grand Est.
Érigée en commune indépendante à partir de la commune de Saint-Laurent, elle est rattachée, le 1er janvier 1965, à la commune de Mézières.

## Géographie
La commune avait une superficie de 1,25 km2

## Histoire
La commune a été une section de la commune de Saint-Laurent, jusqu'à son érection en commune indépendante en 1872. Par arrêté préfectoral du 9 décembre 1964, la commune est absorbée, le 1er janvier 1965, en fusion simple, par la commune de Mézières. Cette dernière commune fusionne l'année suivante, le 1er octobre 1966, pour former la commune de Charleville-Mézières. C'est actuellement un quartier de celle-ci.

## Politique et administration
| Période                                  | Période    | Identité | Étiquette | Qualité |
| ---------------------------------------- | ---------- | -------- | --------- | ------- |
| Les données manquantes sont à compléter. |            |          |           |         |
| avant 1875                               | après 1875 | Ister    |           |         |

## Démographie
| 1872 | 1876 | 1881 | 1886 | 1891 | 1896 | 1901 | 1906 | 1911 |
| ---- | ---- | ---- | ---- | ---- | ---- | ---- | ---- | ---- |
| 451  | 462  | 435  | 438  | 409  | 425  | 438  | 436  | 475  |

| 1921 | 1926 | 1931 | 1936 | 1946 | 1954 | 1962 | - | - |
| ---- | ---- | ---- | ---- | ---- | ---- | ---- | - | - |
| 587  | 617  | 679  | 715  | 656  | 671  | 744  | - | - |

Histogramme

(élaboration graphique par Wikipédia)

## Lieux et monuments
- Chapelle Saint-Maxime